# 에미 클라크
에미 클라크(Emmy Clarke, 1991년 9월 25일 ~ )는 미국의 배우이다.

## 출연 작품
- 아파트먼트 트러블 (2014)
- 캡처 더 플래그 (2010)
- 퍼 (2006)
- 마이 하우스 인 움브리아 (2003)
- 명탐정 몽크 시즌1 (2002)